# Peinture sensible à la pression
La peinture sensible à la pression (en abrégé PSP) est une résine comportant des molécules émettant un signal dépendant de la pression partielle d'oxygène. Elles sont utilisées en soufflerie utilisant l'air comme gaz d'essai à faible température pour cartographier la pression pariétale sur une maquette.

## Principe de fonctionnement
Un composé organique photoluminescent de type pyrène est inclus dans une résine transparente poreuse qui est déposée à la surface de la maquette de soufflerie à étudier. Elle est illuminée par une source (lampe ultra-violet ou laser) qui provoque l'excitation de cette molécule. La désexcitation est limitée par un désactivateur constitué par les molécules d'oxygène présentes dans le milieu par diffusion. Le signal observé par une caméra décroît donc avec la pression partielle d'oxygène dans l'écoulement qui est elle-même proportionnel à la pression totale dans le cas d'un milieu non réactif (suffisamment froid).

## Calibration
Les composés utilisés ont un maximum de sensibilité dans l'ultra-violet vers 500 nm. La méthode requiert une calibration utilisant une image de référence qui est celle de la maquette en l'absence d'écoulement pour laquelle on connait la pression p0 et on mesure la luminance L0 à l'aide d'une caméra CCD. La pression p au cours de l'essai se déduit de la luminance L à partir de la loi de Stern-Volmer
{\displaystyle {\frac {L_{0}}{L}}=\alpha +\beta {\frac {p}{p_{0}}}}
où α et β sont des caractéristiques de la peinture utilisée.

## Temps de réponse
Le temps de réponse du système est lié à la diffusion de l'oxygène dans la peinture. Il s'agit donc d'un phénomène assez lent dans les peintures utilisées jusque là. C'est pour cette raison que l'on cherche à créer des résines support à porosité nanométrique pour permettre de mesurer les fluctuations de pression jusqu'à des fréquences de plusieurs kHz,.